# Поліхно-Буди
Поліхно-Буди (пол. Polichno-Budy) — село в Польщі, у гміні Вольбуж Пйотрковського повіту Лодзинського воєводства.

## Пам'ятки
На території села розташовані залишки кладовища давнього німецького поселення, яке існувало тут перед Другою світовою війною.